# Оловна бригада
„Оловна бригада” је југословенски и македонски драмски филм из 1980. године. Режирао га је Кирил Ценевски који је написао и сценарио.

## Улоге
| Глумац                    | Улога   |
| ------------------------- | ------- |
| Миралем Зупчевић          | Лазар   |
| Дарко Дамевски            | Благоја |
| Миља Вујановић            | Душица  |
| Павле Вуисић              | Мирко   |
| Ацо Јовановски            | Сило    |
| Благоја Спиркоски Џумерко | Коста   |
| Мето Јовановски           | Петре   |
| Никола Коле Ангеловски    | Стево   |
| Јорданчо Чевревски        | Диме    |
| Илија Џувалековски        | Љубен   |
| Мајда Тушар               | Маре    |
| Сабина Ајрула             |         |
| Марин Бабић               |         |

Остале улоге ▼
| Глумац                   | Улога |
| ------------------------ | ----- |
| Љупка Џундева            |       |
| Нада Гешовска            |       |
| Димитар Гешоски          |       |
| Катина Иванова           |       |
| Душан Костовски          |       |
| Ђокица Лукаревски        |       |
| Страсо Милошевски        |       |
| Александар Шехтански     |       |
| Фабијан Шоваговић        |       |
| Милица Стојанова         |       |
| Кица Ивковска-Вељановска |       |